# Ешкилев, Владимир Львович
Влади́мир Льво́вич Е́шкилев (укр. Володимир Львович Єшкілєв; 23 мая 1965, Ивано-Франковск, УССР) — украинский прозаик, поэт, эссеист. Идеолог «станиславского феномена».

## Биография
Родился 23 мая 1965 года в Ивано-Франковске.
Окончил Ивано-Франковскую среднюю школу № 12 в 1982 году.
Окончил исторический факультет Ивано-Франковского педагогического института им. В. Стефаника (ныне — Прикарпатский университет имени Василия Стефаника) (1988). Первые литературные опыты относятся к студенческим годам.
Первый роман «Адепт» написал в 1993 году в соавторстве с Олегом Гуцуляком. Роман впервые был опубликован в журнале «Сучасність» (№ 1, 2 1995), отдельной книгой вышел в 1997 году в издательстве «Лілея НВ», а затем неоднократно переиздавался.
Всего авторству Ешкилева принадлежат 12 романов и 6 сборников прозы (состояние на февраль 2018).
В 90-х годах издавал нерегулярный журнал «Плерома», с 2001 г. — редактор литературного журнала «Потяг 76», с 2002 г. — журнала «Ї», и с 2006 г. — журнала «Київська Русь».
в 2008 г. выпустил первые номера журналов «Сноб» и «Золота каста».
С 2012 г. — шеф-редактор альманаха метареалистической литературы «Мантикора», куратор фестиваля фантастики «Карпатская Мантикора».
Автор «авторских колонок» в ряде западно-украинских газет: «Пост-Поступ», «Львівска газета», «Репортёр», а также на сайтах «Фиртка», «Курс», "«Захид.нет», «Збруч».
В России печатался в журналах «Новый мир» (№ 9, 2015 и № 4, 2016); «Новая Юность» (№ 6, 1998). Все публикации представлены в «Журнальном зале».
В 2015 году в проекте Людмилы Улицкой «Небо этого лета». Рассказ В. Ешкилева «Однообразие диких гусей» вошёл в одноимённый сборник рассказов украинских писателей под редакцией Юрия Володарского.
На русском языке были изданы романы: «Питомник богов» (М.: Изд-во «Снежный Ком», 2013) и «Андрогин» (Харьков: «Фолио», 2014).
Пишет на украинском и русском языках. Его произведения переводились на польский, русский, чешский, немецкий, сербо-хорватский языки.
Член Ассоциации украинских писателей (1997), член Национального союза писателей Украины (2012), член Правления Всеукраинского общества любителей фантастики (ВОЛФ) (2011).
Живёт в Ивано-Франковске.

## Творчество (изданное на украинском языке)
| №  | Название                                                | Год издания | Издательство                | Примечание                                | Аннотация |
| -- | ------------------------------------------------------- | ----------- | --------------------------- | ----------------------------------------- | --- |
| 1  | Адепт, Або сходження Олексія Склавіна до Трьох імен     | 1997        | Ивано-Франковск: «Лілея-НВ» | в соавторстве с О. Гуцуляком              | Сюжет отправляет читателя к событиям девятого века, во времена Аскольда и Хельга, мудрецов таинственной Хазарии и святых отшельников Египта времен Средневековья. Главный герой романа — молодой киевский жрец Ратибор — становится участником грандиозных сражений древности, которые обозначили судьбу евразийской степи на тысячелетия вперед. Отдельную сюжетную линию составляют поискиРатибором древних артефактов, способных изменить судьбу мира. |
|    |                                                         | 2008        | Харьков: «КСД»              | переиздание                               | |
|    |                                                         | 2012        | Харьков: «Фолио»            | переиздание                               | |
| 2  | Пафос                                                   | 2002        | Львов: «Кальварія»          |                                           | В романе автор пытается передать атмосферу депрессии и деморализации, царившую в Украине в начале миллениума. В центре сюжета — попытки главного героя Корвата вернуть на родину его девушку, которая уехала на заработки в Израиль. Действия романа разворачивается весной 2000 года в Станиславе (Ивано-Франковске), Иерусалиме и Тверии. На страницах романах представлен паноптикум гротескных героев, представляющих узнаваемые типажи Галичины времен Кучмы. |
| 3  | Імператор повені                                        | 2004        | Львов: ЛА «Піраміда»        |                                           | События в романе происходят в семнадцатом веке. Герой романа — беглый монах Анемподест — неожиданно для самого себя становится избранным воином, противостоящим древней могущественной богине, известной как Похитительница Младенцев. Анемподесту выпало действовать одновременно в двух мирах — в нашем и мире Опадло, в котором можно узнать злую карикатуру на земное средневековье. Автор сопровождает путешествия своего героя тонкой иронией и многочисленными скрытыми цитатами из современной украинской и постмодерной русской литературы. Известный киевский критик Константин Родик назвал «Імператор повені» лучшим романом «раннего Ешкилева». |
|    |                                                         | 2011        | Ивано-Франковск: «Тіповіт»  | переиздание                               | |
|    |                                                         | 2014        | Харьков: «Фолио»            | второе переиздание                        | |
| 4  | Втеча майстра Пінзеля                                   | 2007        | Киев: «Грані-Т»             |                                           | Автор пытается реконструировать последние месяцы жизни одного из величайших скульпторов Европы восемнадцатого века Иоганна Георга Пинзеля (1722—1761). Живший в глухом углу распадающейся Речи Посполитой, Пинзель унёс с собой в могилу гностическую тайну источника вдохновения. Ешкилев предлагает свою версию «жизни Пинзеля» и, параллельно, описывает своеобразный мир Подолья, самобытный и дикий, где отблеск жизни куртуазной Европы высвечивает странные и парадоксальные формы бытия. |
| 5  | Богиня і Консультант                                    | 2009        | Харьков: «КСД»              |                                           | Однажды подростки взламывают ящик комода и находят в нём камень спрятанный среди археологического мусора. Эта находка навсегда меняет их судьбы, вплетая в долгую кровавую историю, которая тянется сквозь столетия. Автор детально описывает борьбу мистических ковенов за власть над континентом и создаёт оригинальную альтернативу официальной истории, построенную на эзотерических акцентах известных событий. В его истории будущее мира определяется не политическими интригами, а бескомпромиссной борьбой непримиримых оккультных сил. Критик Юрий Володарский в рецензии на «Богиню і Консультанта» отмечает «избыточность в назывании» ешкилевского стиля: «Имена собственные зазвучат как музыка сфер: Дролма и Тара, Шрила и Шангрила, Рамачакра и Падмасамбхава, Эпоха Освобождения и Свет Красной Звезды, Жезл Силы и Камень Бау…» В 2010 году роман «Богиня і Консультант» получил Международную литературную премию «Портал». |
|    |                                                         | 2016        | Харьков: «Фолио»            | переиздание                               | |
| 6  | Побачити Алькор                                         | 2011        | Харьков: «Фолио»            |                                           | В романе автор разворачивает масонскую тему, рание очерченную в книге «Інше гроно проникнень і свідчень». Его действие происходит в наши дни. В центре сюжета — расследование загадочного нападения на масонский храм неподалёку от Киева. Владельцы храма, украинские масоны, ведут свою традицию от Великой ложи Украины, основанной в эпоху Симона Петлюры. Они не афишируют свою деятельность и по этому просят помощи у частных детективов. Расследование в конце концов, приводит детективов в резиденцию оккультной секты, лидеры которой считают масонов своими конкурентами. |
|    | Ситуація нуль, або Побачити Алькор                      | 2017        | Харьков: Фабула             | переиздание «Побачити Алькор»             | |
| 7  | Тінь попередника:                                       | 2011        | Киев: «Ярославів вал»       | первая часть трилогии «Фаренго»           | Пройдёт всего лишь восем столетий и человечество заселит ближайшие звёздные острова. Построит исполинские космические линкоры. Обретёт братьев по разуму и научится проникать сквозь дыры в пространстве — Тёмные Пути. Но все эти умопомрачительные достижения не сделают людей счастливее. Они не станут более стойкими перед вирусам, психическим расстройствам, энергетическим кризисам и агрессивными диктаторами. Это невеселое утверждение присуще всем поворотам сюжета. В нём автор разворачивает широкую картину будущего мира, где человечество проходит новые этапы социального и технологического становления, встречает новые вызовы и оказывается в тупике эволюции. Жанр романа — классическая космоопера, в которой социальная проблематика тесно переплетается с научной фантастикой и приключениями на многочисленных планетах. Роман был переведён на русский и вышел в 2012 году под названием «Питомник богов».           |
| 8  | Гніздо                                                  | 2013        | Киев: «Ярославів вал»       | вторая часть трилогии «Фаренго»           | Во второй части трилогии рассказывается о вторжении гыргов — агрессивных существ на планеты, населённые землянами, и о поисках средств противостоять им. Как и в «Тени предшественника», главными героями остаются полицейский Марков, археолог Вольск и специалист, изучающий внеземную фауну — Гвен Вей. Постепенно они приходят к пониманию того, кто именно стоит за вторжением гыргов и где следует искать гнездо их исполинской матки. |
| 9  | Гойдалка                                                | 2017        | Ивано-Франковск: «Лілея-НВ» | третья часть трилогии «Фаренго»           | В завершающей части трилогии «Фаренго» маски спадают и начинается охота на Тёмного бога. История Земли снова открывается как «ящик Пандоры», а враждебный людям бескрайний космос неохотно делится своими тайнами. Теперь для того чтобы положить точку в истории долгой ненависти, нужно преодолеть не только звёздные расстояния, но также исконные предрассудки и собственные страхи. |
| 10 | Усі кути трикутника: апокриф мандрів Григорія Сковороди | 2012        | Киев: «Академія»            |                                           | В романе автор предлагает свою трактовку малоисследованного пребывания украинского философа Григория Сковороды (1722—1794) в Европе в 1750—1752 годах. Странствия Сковороды вписаны в приключенческий сюжет, где молодой философ исполняет роль двойного шпиона, инспирированного масонскими лидерами для революционной миссии на территории Украины. Роман получил широкий отклик историков литературы и считается наиболее популярным произведением Ешкилева среди украинских учёных-гуманитариев. Роман был переведён на русский и вышел в 2014 году под названием «Андрогин». |
| 11 | Шлях Богомола: роман про Білих хорватів                 | 2014        | Харьков: «Фолио»            |                                           | Действие романа происходит в Карпатах в девятом веке. Восточную Европу охватывают войны. Праукраинские племена, под давлением Хазар и служителей демонического божества, известного под именем Богомола, отступают на запад. Но даже на землях их новой родины — Прикарпатья — враг не даёт им покоя. Из глубины веков неожиданно появляется мистическое наследие магов, которое несёт в себе угрозу всему сущему. Автор не только рассказывает увлекательную историю о приключениях хорватских дев-воительниц, но и предлагает читателям особую «художественную энциклопедию» языческого мира древней Руси-Украины. |
| 12 | Те, котре — холод, те, яке — смерть…                    | 2015        | Харьков: «Фолио»            | первая часть трилогии «Ефект Ярковського» | Александр Ярковский именует себя «эспером» и не скрывает своих паранормальных способностей. Приятель его отца приглашает Александра расследовать дело о массовом отравлении, жертвой которого оказалась его племянница. Ярковский пользуется «петлями времени», лабиринтами которых можно достичь корней преступления. Но не все так просто. Способностями эспера пытаются воспользоваться «сильные мира сего», а игры с могущественными силами приводят к непредвиденным последствиям. |

| № | Название                         | Год издания | Издательство                         | Примечание | Аннотация |
| - | -------------------------------- | ----------- | ------------------------------------ | ---------- | --- |
| 1 | Візантійська фотографія          | 2002        | Львов: «СПОЛОМ»                      |            | В сборник вошли рассказы и повести, написанные автором в 90-х годах. Особое место среди них занимает повесть «Пластилиновое ружьё, пластилиновый щегол» — жёсткая социально-«дворовая» проза, герои которой соответствуют безысходности, их окружающей. |
| 2 | Інше гроно проникнень і свідчень | 2006        | Ивано-Франковск: «Лілея-НВ»          |            | Первая книга Ешкилева, тексты которой чётко обозначены масонскими и розенкрейцеровскими символами. В ней автор формует новые направления своих литературных и метафизических поисков. «Волшебный фонарь» рассказчика обретает новую стилистику, основанную на использовании смысловых и лексических парадоксов, герменевтических экскурсах и бытовых приколах.                      |
| 3 | Ідеальна У                       | 2007        | Ивано-Франковск: Издатель Третьяк И. |            | Продолжая работать в жанровом поле малой прозы, автор не только расширяет спектр своих литературных экспериментов, но и создаёт гротескные пародии на «кадавров» политической и культурной жизни Украины в первые годы после милленниума. Тексты сборника «Идеальная У» получили широкий резонанс и, среди прочего, спровоцировали полемику про «дозволенные границы в литературе». |
| 4 | Мандри Солтиса та ін. історії    | 2014        | Ивано-Франковск: «Мантикора»         |            | Старый масон Северин Солтыс путешествует по Галичине вместе со своими учениками, рассказывая им древние легенды и притчи. В них присутствует тень всемирного кризиса смыслов, который ведёт современный мир в метафизический тупик. |
| 5 | Тибет                            | 2016        | Ивано-Франковск: «Лілея-НВ»          |            | В книгу вошла автобиографическая повесть «Пять тел Богини» и тибетский дневник писателя, в котором он ведёт хронологию своей поездки в Ладакх и Западный Тибет в 2007 году. |
| 6 | Місто термітів                   | 2016        | Харьков: «Фабула»                    |            | В сборник вошла проза автора 1992—2016 годов. Читателю предлагаются «золотые страницы» Ешкилева, вызвавшие резонанс в читательской среде, в тусовках критиков и даже политиков. |

## Интервью
1. Володимир Єшкілєв: «Я не лише вірю в Бога, але і в те, що його присутність зараз у світовій історії є повною і беззаперечною».
2. Володимир Єшкілєв: «До світу я ставлюся, як гурман до добре накритого столу».
3. Бойко М.; Дайс Е. Колесо гностицизма .
4. Володимир Єшкілєв: «Я міг би стати магом» .
5. Галина М. Свидетель чупакабры .
6. Володимир Єшкілєв: «Я не став магом, але вмію передбачати майбутнє» .
7. Володимир Єшкілєв: «В тому, що тепер відбувається в Україні винні не масони, а їх відсутність» .
8. Володимир Єшкілєв: «Світу зграї нецікаві» .
9. Друль О. Філософська партизанка Володимира Єшкілєва .
10. Володимир Єшкілєв: «Майбутнє буде більш жорстким, тоталітарним і менш гуманним» .
11. Володимир Єшкілєв: «Я зараз роблю те, що мені цікаво» .
12. Володимир Єшкілєв: в Україні немає масового читача .
13. Володимир Єшкілєв: «Нам кажуть, ото таке рожеве з товстим сраченям — щастя» .
14. Володимир Єшкілєв: «В українській фантастиці багато травматичної лірики» .
15. Володимир Єшкілєв: «Претендувати на те, щоб бути „сірим кардиналом“ всього літературного процесу України фактично неможливо» .
16. Володимир Єшкілєв: «Ми живемо у час дефіциту ідей» .
17. Владимир Ешкилев: дотянуться до простоты .
18. Интервью Анатолия Ульянова с украинским писателем Владимиром Ешкилевым .
19. Володимир Єшкілєв відверто про жінок, магію, «Станіславський феномен» та лінь .
20. Шеф-редактор альманаху «Мантикора» Володимир Єшкілєв: «Все поміняється, але книжка залишиться» .
21. Філіпський А. Правила життя письменника. З журналістського допиту Володимира Єшкілєва .
22. Володимир Єшкілєв: «Сучасна література — це всього лише деміургічні вправи» .
23. Владимир Ешкилев: Распад Украины может привести к колоссальным подвижкам .
24. Владимир Ешкилев: «Современная литература — это великое побоище аферистов с маразматиками» .
25. Володимир Єшкілєв: «500-гривнева купюра піднялася до рівня філософського трактату»  (недоступная ссылка).